# Liste der brasilianischen Botschafter in Palästina
Die brasilianische Auslandsvertretung befindet sich in al-Bireh bei Ramallah.
| Ernannt       | Name                  | Bemerkungen     | ernannt von               | akkreditiert während der Regierung                             | Posten verlassen |
| ------------- | --------------------- | --------------- | ------------------------- | -------------------------------------------------------------- | ---------------- |
| 25. Jan. 2006 | Josal Luiz Pellegrino |                 | Luiz Inácio Lula da Silva | Regierung der Palästinensischen Autonomiebehörde vom März 2006 | 25. Jan. 2006    |
| 2006          | Arnaldo Carrilho      |                 | Luiz Inácio Lula da Silva | Regierung der Palästinensischen Autonomiebehörde vom März 2006 | 2006             |
| 2007          | Lígia Maria Scherer   |                 | Luiz Inácio Lula da Silva | Regierung der Palästinensischen Autonomiebehörde vom März 2007 | 24. Aug. 2012    |
| 24. Aug. 2012 | João Marcelo Soares   | Geschäftsträger | Dilma Rousseff            | Regierung der Palästinensischen Autonomiebehörde vom Mai 2012  |                  |